# Katrin Steffen

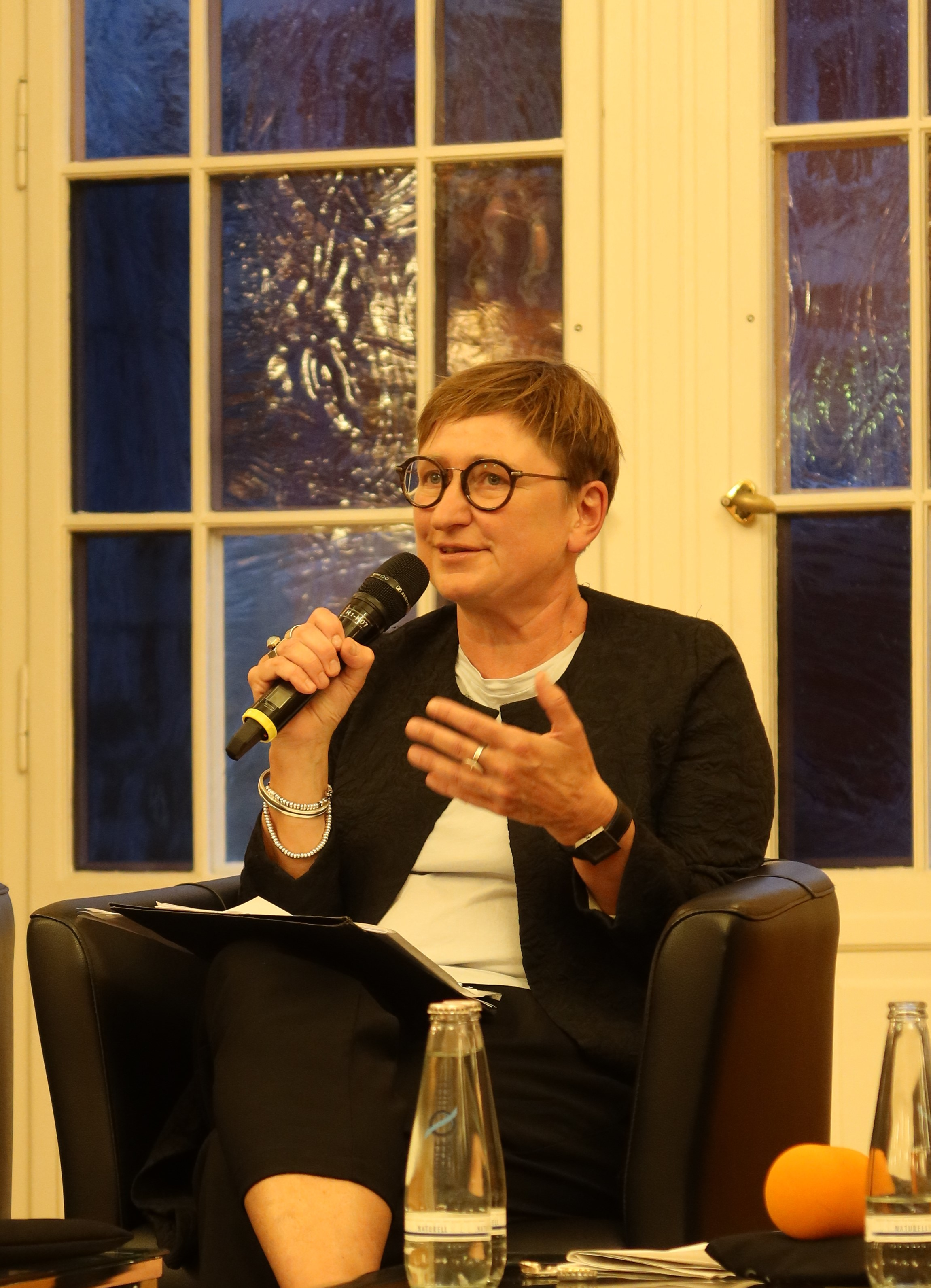
Katrin Steffen (2024)

Katrin Steffen (* 1967) ist eine deutsche Historikerin mit besonderem Schwerpunkt auf Neuere Geschichte Osteuropas sowie der jüdischen Geschichte und Kultur in Polen.

## Leben
Katrin Steffen studierte osteuropäische und neuere Geschichte sowie Slawistik an den Universitäten Gießen und Mainz, der TU, der Humboldt-Universität und der FU Berlin. Von 1996 bis 1999 arbeitete sie an einer deutsch-polnischen Quellenedition zur Vertreibung und Zwangsaussiedlung der Deutschen nach dem Zweiten Weltkrieg mit. Sie promovierte 2002 in Neuerer Geschichte an der FU Berlin mit einer Untersuchung jüdischer Identitätsentwürfe in einem tendenziell antisemitischen Klima in Polen der Zwischenkriegszeit. Ihre Dissertation wurde 2004 unter dem Titel Jüdische Polonität. Ethnizität und Nation im Spiegel der polnischsprachigen jüdischen Presse 1918–1939 im Verlag Vandenhoeck & Ruprecht veröffentlicht. Von 2002 bis 2007 arbeitete sie als wissenschaftliche Mitarbeiterin am Deutschen Historischen Institut Warschau. 2007/2008 war sie Stipendiatin der Max Weber Stiftung am Lehrstuhl für Osteuropäische Geschichte der Martin-Luther-Universität Halle-Wittenberg und ist seit 2008 wissenschaftliche Mitarbeiterin am Nordost-Institut in Lüneburg. 2017 übernahm sie eine Gastprofessur an der L’École des hautes études en sciences sociales (EHESS) in Paris. Sie schloss 2019 ihre Habilitation an der Martin-Luther-Universität in Halle-Wittenberg ab, die im November 2021 unter dem Titel Blut und Metall. Die transnationalen Wissensräume von Ludwik Hirszfeld und Jan Czochralski im 20. Jahrhundert im Wallstein-Verlag veröffentlicht wurde. Seit 2020 hat sie für fünf Jahre eine DAAD-Professur für Europäische und Jüdische Geschichte und Kultur an der University of Sussex inne.
Katrin Steffen gehörte zu der 2017 gegründeten zivilgesellschaftlichen Initiative, die die Errichtung eines Mahnmals in Berlin für die Opfer im besetzten Polen forderte.

## Akademische Ämter
- Seit 2006: Herder-Forschungsrat
- Seit 2009: Expertenrat für das Deutsch-Polnische Geschichtsbuch
- 2015: Berufung in den Redaktionsbeirat der Zeitschrift Holocaust Studies. A Journal of Culture and History
- 2016: Berufung in den Wissenschaftlichen Beirat der polnischen Zeitschrift Rocznik Lubelski. Czasopismo lubelskiego oddziału Polskiego Towarzystwa Historycznego

## Schriften (Auswahl)
Monografien
- Jüdische Polonität. Ethnizität und Nation im Spiegel der polnischsprachigen jüdischen Presse 1918–1939 (= Schriften des Simon-Dubnow-Instituts Leipzig, Bd. 3), Vandenhoeck & Ruprecht, Göttingen 2004, ISBN 978-3-525-36981-4.[6]
- Blut und Metall. Die transnationalen Wissensräume von Ludwig Hirszfeld und Jan Czochralski im 20. Jahrhundert. Wallstein Verlag, Göttingen 2021, ISBN 978-3-8353-5013-7.

Herausgeberschaft
- Mit Claudia Kraft: Europas Platz in Polen. Polnische Europa-Konzeptionen vom Mittelalter bis zum EU-Beitritt (= Einzelveröffentlichungen des Deutschen Historischen Instituts Warschau, Bd. 11), Fibre Verlag, Osnabrück 2007, ISBN 978-3-929759-85-3.
- Mit Imke Hansen, Joachim Tauber: Lebenswelt Ghetto. Alltag und soziales Umfeld während der nationalsozialistischen Verfolgung (= Veröffentlichungen des Nordost-Instituts, Bd. 3), Harrassowitz Verlag, Wiesbaden 2013, ISBN 978-3-447-06882-6.
- Mit Jürgen Heyde, Karsten Holste, Dietlind Hüchtker, Yvonne Kleinmann: Dekonstruieren und doch erzählen. Polnische und andere Geschichten. Wallstein Verlag, Göttingen 2015, ISBN 978-3-8353-1772-7, darin:
  - Polnische Geschichte oder universelle Erzählung? Der Film Ida, S. 121–129.
- Mit Tomasz Wiślicz et al.: Imaginations and Configurations of Polish Society. From the Middle Ages through the Twentieth Century. Wallstein Verlag, Göttingen 2017, ISBN 978-3-8353-1904-2.
- Blut und Metall. Die transnationalen Wissensräume von Ludwik Hirszfeld und Jan Czochralski im 20. Jahrhundert. Wallstein Verlag, Göttingen 2021, ISBN 978-3-8353-5013-7.

Buchbeiträge und Artikel
- Occupation as Social Practice and Ambiguous Space. The Lives of Ludwik Hirszfeld and Jan Czochralski in Warsaw, 1939–44. In: Acta Poloniae Historica [online]. 8. August 2022, T. 125, S. 99–132, DOI:10.12775/APH.2022.125.05.
- Der Holocaust in der Geschichte Ostmitteleuropas. In: Anna Kaminsky, Dietmar Müller, Stefan Troebst (Hrsg.): Der Hitler-Stalin-Pakt 1939 in den Erinnerungskulturen der Europäer, Wallstein Verlag, Göttingen 2011, ISBN 978-3-8353-0937-1, S. 489–517.
- Juden. Bilder eines imaginierten Kollektivs. In: Hans Henning Hahn, Robert Traba (Hrsg.): Deutsch-Polnische Erinnerungsorte, Band 1: Geteilt / Gemeinsam, Verlag Ferdinand Schöningh, Paderborn 2015, ISBN 978-3-506-77338-8, S. 741–777.
- Umstrittene jüdische Polonität. Sprache und Körper als Unterscheidungsmythen in der polnischen Kultur. In: Yvonne Kleinmann, Achim Rabus (Hrsg.): Aleksander Brückner revisited. Debatten um Polen und Polentum in Geschichte und Gegenwart, Wallstein Verlag, Göttingen 2015, ISBN 978-3-8353-1771-0, S. 99–122.[7]
- Transnational Parallel Biographies. The Lives of Ludwik Hirszfeld and Jan Czochralski and their Contribution to Modern European Science. In: Jahrbuch des Dubnow-Instituts 16, 2017, Vandenhoeck & Ruprecht, Göttingen 2019, ISBN 978-3-525-37071-1, S. 391–418.